# Galerucella setulosa
Galerucella setulosa es una especie de insecto coleóptero de la familia Chrysomelidae.
Fue descrita científicamente en 1913 por Sahlberg.